# 鞍山师范学院
鞍山师范学院为中国辽宁省鞍山市的一所公立高校。

## 校史
1958年，鞍山师范专科学校成立。1978年，鞍山师范专科学校恢复建立。1993年12月11日，升格为鞍山师范学院。鞍山师范学院面积 73.16 万平方米，图书馆藏书83万册。

## 院系设置
- 中文系
- 政史系
- 外语系
- 数学系
- 物理系
- 化学系
- 体育系
- 美术系
- 音乐系
- 地理系